# 北海道建設新聞
北海道建設新聞（ほっかいどうけんせつしんぶん）は、北海道建設新聞社から発行されている日刊の業界紙。

## 概要
1958年創刊。主に北海道内の建設関連の情報を扱う。高度経済成長期に地歩を固め、北海道の主要13都市に拠点を設る。道内全域にわたって毎日朝刊を発行。札幌第１合同庁舎、北海道庁、札幌市役所などの記者クラブに常駐する他、全道12支社局の記者を配置している。2015年にはカラー印刷を日刊化。独自の配信システム「e-kensin」および「e-kensinプラス」を構築しWeb事業に進出。2019年からはe-kensinプラスの新サービスとしてGIS（地理情報システム）を活用したワンストップで土地情報取得をサポートするe-kensinマップを提供。googlemapを基幹地図として北海道建設新聞社の記事をはじめ、地番図と航空写真を透過した状態で表示できる。

## 本社・支社
- 本社：北海道札幌市中央区北4条西19丁目1番1号
- 支社：旭川・苫小牧・帯広・函館・釧路・空知・小樽・北見
- 支局：室蘭・留萌・稚内・網走

## 沿革
- 1958年　道通を設立、道通日刊建設と北海道開発年鑑を発行、役付職員名簿を創刊
- 1962年　ブランケット判14段組み2ページを発行
- 1972年　本社社屋を現在地に新築
- 1975年　北海道新聞販売店を通じ、札幌市内の戸別配達開始
- 1996年　完全週休2日制実施。将来のOA機器増大に配慮した新社屋が9月末完成
- 2001年　インターネット・ホームページの開設。
- 2003年　新組版システムが始動。会社設立45年にちなみ愛称は「はまなす45」
- 2005年　「e-kensin」Web事業開始
- 2008年　会社設立50周年記念式典を開催。50年史刊行。輪転機、折機更新。1行11字化
- 2009年　札幌市政記者クラブ、北海道経済記者クラブに加盟
- 2010年　2面、3面を「民間・総合」版に紙面刷新
- 2010年　北海道中小企業家同友会の機関紙「中小企業家しんぶん・北海道版」の受託
- 2011年　Web会員向けメール配信サービスを開始
- 2012年　北海道警備業協会の機関誌「北斗星」の受託
- 2012年　NEC新聞製作システム「SUPER DIGITORIAL」導入
- 2012年　「社訓」「当社の方針」「編集綱領」の改訂
- 2013年　第一国会記者クラブに入会
- 2014年　サテライト機（HBP1300）、輪転機（BHK1000）を導入
- 2014年　道政記者クラブ入会
- 2014年　日経テレコンに記事データ提供開始
- 2015年　 ジーサーチに記事データ提供開始
- 2016年　ファクティバに記事データ提供開始
- 2017年　ニュースサイト「e-kensin」と会員専用サイト「e-kensinプラス」をスタート
- 2019年　㈱建新総合研究所を新設
- 2019年　地図情報サービス「e-kensinマップ」をスタート
- 2019年　㈱住宅産業新聞社と㈱住宅流通研究所の株式を取得し2社を子会社化
- 2020年　「北海道都市開発・建設総合展2020」に出展、e-kensinプラス、e-kensinマップを紹介
- 2021年　北海道建設新聞社従業員持株会設立
- 2021年　国土地理院主催Geoアクティビティコンテスト2021で「e-kensinマップ」が地域貢献賞を受賞
- 2022年　㈱北海道医療新聞社の株式を取得し子会社化
- 2022年　北海道建設新聞社、北海道住宅産業新聞社、北海道医療新聞社、住宅流通研究所の4社で「北海道産業メディアグループ」を結成
- 2023年　日刊建設工業新聞社（東京）と業務提携、e－kensin事業の関東圏サービス開始
- 2023年　e-kensinシステムの特許査定通知
- 2024年　e-kensinニュース　北海道建設新聞　始動
- 2024年　e-kensinプラスに紙面をPDFにて搭載開始
- 2025年　㈱アスカムの株式を取得し子会社化